# Polská mužská volejbalová reprezentace
Polská volejbalová reprezentace mužů reprezentuje Polsko na mezinárodních volejbalových akcích, jako je mistrovství světa nebo mistrovství Evropy. Má na svém kontě tři tituly mistrů světa (1974, 2014, 2018), jeden triumf na evropském šampionátu (2009) a olympijské zlato z her v Montrealu roku 1976.

## Mistrovství světa
| Rok/pořádající země        | Účast                            |
| -------------------------- | -------------------------------- |
| MS 1949 ČSR                | 4. místo                         |
| MS 1952 Sovětský svaz      | 7. místo                         |
| MS 1956 Francie            | 4. místo                         |
| MS 1960 Brazílie           | 4. místo                         |
| MS 1962 Sovětský svaz      | 6. místo                         |
| MS 1966 ČSSR               | 6. místo                         |
| MS 1970 Bulharsko          | 5. místo                         |
| MS 1974 Mexiko             | Zlatá medaile                    |
| MS 1978 Itálie             | 8. místo                         |
| MS 1982 Argentina          | 6. místo                         |
| MS 1986 Francie            | 9. místo                         |
| MS 1990 Brazílie           | Bez účasti                       |
| MS 1994 Řecko              | Bez účasti                       |
| MS 1998 Japonsko           | 17. místo                        |
| MS 2002 Argentina          | 9. místo                         |
| MS 2006 Japonsko           | Stříbrná medaile                 |
| MS 2010 Itálie             | 13. místo                        |
| MS 2014 Polsko             | Zlatá medaile                    |
| MS 2018 Itálie, Bulharsko  | Zlatá medaile                    |
| MS 2022 Polsko / Slovinsko | Stříbrná medaile                 |
| Celkem                     | Účast – 18× · – 3× · – 2× · – 0× |

## Mistrovství Evropy
| Rok/pořádající země                                  | Účast              |
| ---------------------------------------------------- | ------------------ |
| ME 1948 Itálie                                       | Bez účasti         |
| ME 1950 Bulharsko                                    | 6. místo           |
| ME 1951 Francie                                      | Bez účasti         |
| ME 1955 Rumunsko                                     | 6. místo           |
| ME 1958 ČSR                                          | 6. místo           |
| ME 1963 Rumunsko                                     | 6. místo           |
| ME 1967 Turecko                                      | Bronzová medaile   |
| ME 1971 Itálie                                       | 6. místo           |
| ME 1975 Jugoslávie                                   | Stříbrná medaile   |
| ME 1977 Finsko                                       | Stříbrná medaile   |
| ME 1979 Francie                                      | Stříbrná medaile   |
| ME 1981 Bulharsko                                    | Stříbrná medaile   |
| ME 1983 NDR                                          | Stříbrná medaile   |
| ME 1985 Nizozemsko                                   | 4. místo           |
| ME 1987 Belgie                                       | Bez účasti         |
| ME 1989 Švédsko                                      | 7. místo           |
| ME 1991 Německo                                      | 7. místo           |
| ME 1993 Finsko                                       | 7. místo           |
| ME 1995 Řecko                                        | 6. místo           |
| ME 1997 Nizozemsko                                   | Bez účasti         |
| ME 1999 Rakousko                                     | Bez účasti         |
| ME 2001 Česko                                        | 5. místo           |
| ME 2003 Německo                                      | 5. místo           |
| ME 2005 Srbsko a Černá Hora                          | 5. místo           |
| ME 2007 Rusko                                        | 11. místo          |
| ME 2009 Turecko                                      | Zlatá medaile      |
| ME 2011 Rakousko, Česko                              | Bronzová medaile   |
| ME 2013 Polsko, Dánsko                               | 9. místo           |
| ME 2015 Bulharsko, Itálie                            | 5. místo           |
| ME 2017 Polsko                                       | 10. místo          |
| ME 2019 Belgie, Francie, Nizozemsko, Slovinsko       | Bronzová medaile   |
| ME 2021 Polsko, Česko, Estonsko, Finsko              | Bronzová medaile   |
| ME 2023 Itálie, Bulharsko, Severní Makedonie, Izrael | Zlatá medaile      |
| Celkem                                               | – 2× · – 5× · – 4× |

## Olympijské hry
| Rok/pořádající země     | Účast                            |
| ----------------------- | -------------------------------- |
| LOH 1964 Tokio          | Bez účasti                       |
| LOH 1968 Mexico City    | 5. místo                         |
| LOH 1972 Mnichov        | 9. místo                         |
| LOH 1976 Montreal       | Zlatá medaile                    |
| LOH 1980 Moskva         | 4. místo                         |
| LOH 1984 Los Angeles    | Bez účasti                       |
| LOH 1988 Soul           | Bez účasti                       |
| LOH 1992 Barcelona      | Bez účasti                       |
| LOH 1996 Atlanta        | 11. místo                        |
| LOH 2000 Sydney         | Bez účasti                       |
| LOH 2004 Athény         | 5. místo                         |
| LOH 2008 Peking         | 5. místo                         |
| LOH 2012 Londýn         | 6. místo                         |
| LOH 2016 Rio de Janeiro | 5. místo                         |
| LOH 2020 Tokio          | 5. místo                         |
| Celkem                  | Účast – 10× · – 1× · – 0× · – 0× |